# 金莉莉
金莉莉(1967年—)，国家二级演员，中央戏剧学院毕业。与巩俐、史可、伍宇娟、陈炜并称为中戏89届“五朵金花”。
1984年，进入《红楼梦》剧组出演贾迎春，中途考上中央戏剧学院而终止拍摄。

## 电视剧
- 《IT黑幕》
- 《边城暗哨》
- 《风雨无情》饰雪丽
- 《鼓浪屿的兵》
- 1984年《红楼梦》饰　贾迎春
- 1991年《爱在雨季》饰　于平
- 1994年《张学良将军》饰　赵一荻
- 1995年《中国空姐、蓝色阴谋》饰　童真
- 1996年《大漠丰碑》饰　叶晓葵
- 1997年《玫瑰依然红》饰　王新
- 1999年《壮志凌云》饰　何敏
- 1999年《欲望背后、黑股》饰　雅蕙
- 2000年《被告、最后公诉、逃出陷阱》饰　朱莉萍
- 2000年《兵哥兵妹》饰　魏威
- 2001年《草上飞鹰》饰　裴军
- 2001年《非你不可》饰　柯敏
- 2001年《张灯结彩》
- 2002年《啼笑因缘》饰　沈大妈
- 2003年《金色的鲤鱼》
- 2003年《风筝奇缘》饰　二夫人
- 2004年《女子监狱》饰　邢静
- 2004年《月影风荷》饰　郝美凤
- 2005年《家和万事兴之年夜饭》
- 2005年《以朋友的名义》饰　周总
- 2005年《半路夫妻》饰　薛冬娜
- 2005年《上书房》饰　皇后
- 2005年《直播室的故事》饰　周婷
- 2006年《爱在生命中传递》
- 2007年《一路夫妻》饰　郭冬娜
- 2007年《杂技皇后夏菊花》饰　夏菊花
- 2008年《大河风歌》
- 2009年《美女不坏》饰　张颖
- 2009年《鲜花朵朵》饰　叶青
- 2010年《西口情歌》 合作演员：斯琴高娃
- 2021年《雪豹特战》(2014年拍攝)

## 电影
- 《荒路》
- 《假面鼓手》
- 1987年《最后的疯狂》
- 1990年《马路骑士》
- 1990年《禁烟枪手》
- 1990年《皇家尼姑》
- 1992年《神警奇偷》
- 1997年《红嫂》饰红嫂

## 电视电影
- 2002年《真假哥窑瓶》

## 舞台剧
- 2004年喜剧《波音》饰演美国空姐“玛莉莲”

## 荣誉
- 第十五届金鹰奖最佳女配角